# Jessie Diggins
Jessica „Jessie“ Diggins (* 26. August 1991 in Saint Paul, Minnesota) ist eine US-amerikanische Skilangläuferin.

## Werdegang
Diggins nahm bis 2012 vorwiegend an Wettbewerben der US SuperTour und des Nor-Am Cup teil. Ihr erstes Weltcuprennen lief sie im Februar 2011 in Drammen, welches sie mit dem 46. Platz im Sprint beendete. Bei den US-amerikanischen Skilanglaufmeisterschaften 2011 gewann sie Gold im Sprint und Bronze im 30-km-Massenstartrennen. Ihre besten Platzierungen bei den Nordischen Skiweltmeisterschaften 2011 in Oslo waren der 28. Platz im Sprint und der neunte Platz mit der Staffel. In der Saison 2011/12 erreichte sie mit dem fünften Platz im 10-km-Massenstartrennen und dem sechsten Platz im Sprint erstmals Top-Zehn-Platzierungen im Weltcup. Bei der US SuperTour 2012 wurde sie erste in der Gesamtwertung. Bei den US-amerikanischen Skilanglaufmeisterschaften 2012 holte sie dreimal Gold und zweimal Silber. Die Tour de Ski 2012/13 beendete sie auf den 21. Platz. Bei den Nordischen Skiweltmeisterschaften 2013 im Val di Fiemme erreichte sie den vierten Platz mit der Staffel und wurde gemeinsam mit Kikkan Randall Weltmeisterin im Team-Sprint. In der nachfolgenden Saison 2013/14 beendete sie die Tour de Ski auf den 13. Rang. Bei den U23-Weltmeisterschaften 2014 in Val di Fiemme gewann sie Silber im Sprint. Ihre besten Platzierungen bei den Olympischen Winterspielen 2014 in Sotschi waren der achte Platz im Skiathlon und der neunte Platz mit der Staffel. Die Saison beendete sie auf dem 20. Platz in der Weltcupgesamtwertung. Bei den Nordischen Skiweltmeisterschaften 2015 in Falun gewann sie Silber über 10 km Freistil. Nach Platz 38 bei der Nordic Opening in Ruka zu Beginn der Saison 2015/16 wurde sie in Lillehammer Dritte mit der Staffel. Bei der Tour de Ski 2016 kam sie auf den zehnten Platz in der Gesamtwertung. Dabei holte sie in Toblach über 5 km Freistil ihren ersten Einzelsieg im Weltcup. Beim folgenden Weltcup in Nové Město errang sie den dritten Platz über 10 km Freistil und den zweiten Rang mit der Staffel. Im Februar 2016 kam sie beim Sprint in Lahti mit dem zweiten Platz erneut aufs Podest. Zum Saisonende belegte sie den fünften Platz bei der Ski Tour Canada. Dabei errang sie beim Sprint in Gatineau den dritten Platz und lief bei der Abschlussetappe in Canmore die drittschnellste Laufzeit. Ende März 2016 wurde sie in Craftsbury US-amerikanische Meisterin über 30 km. Die Saison beendete sie im Distanzweltcup auf dem neunten Rang und im Gesamtweltcup und im Sprintweltcup jeweils auf dem achten Rang. Im September 2016 siegte sie beim Merino Muster und im 10-km-Massenstartrennen beim Australia/New-Zealand-Cup in Snow Farm. Zu Beginn der Weltcupsaison 2016/17 belegte sie bei der Weltcup-Minitour in Lillehammer den achten Platz. Dabei siegte sie bei der Etappe über 5 km Freistil. Bei der Tour de Ski 2016/17 wurde sie mit sechs Top-Zehn-Platzierungen, darunter Platz zwei im Skiathlon in Oberstdorf und Platz eins über 5 km Freistil in Toblach, Fünfte in der Gesamtwertung. Beim Saisonhöhepunkt, den Nordischen Skiweltmeisterschaften 2017 in Lahti, holte sie die Bronzemedaille zusammen mit Sadie Bjornsen im Teamsprint und die Silbermedaille im Sprint. Zudem wurde sie Fünfte im 30-km-Massenstartrennen und Vierte mit der Staffel. Zum Saisonende kam sie beim Weltcup-Finale in Québec auf den 16. Platz und erreichte den zehnten Platz im Sprintweltcup, den siebten Rang im Distanzweltcup und den sechsten Platz im Gesamtweltcup.
Im September 2017 gewann Diggins wie im Vorjahr den Merino Muster und beim Australia/New-Zealand-Cup in Snow Farm im Massenstart über 10 km klassisch. Nach Platz 12 beim Ruka Triple zu Beginn der Weltcupsaison 2017/18 errang sie bei der Tour de Ski 2017/18 den dritten Gesamtrang. Dabei erreichte sie fünf Top-Zehn-Platzierungen, darunter jeweils den dritten Platz bei der Abschlussetappe im Val di Fiemme und im Verfolgungsrennen in der Lenzerheide. Ende Januar 2018 holte sie im 10-km-Massenstartrennen in Seefeld in Tirol ihren vierten Weltcupsieg. Beim Saisonhöhepunkt, den Olympischen Winterspielen in Pyeongchang, kam sie bei allen Wettbewerben unter die ersten Zehn. Im 30-km-Massenstartrennen wurde sie Siebte, im Sprint Sechste, über 10 km Freistil, im Skiathlon und mit der Staffel jeweils Fünfte. Zusammen mit Kikkan Randall holte sie im Teamsprint die Goldmedaille. Im März 2018 kam sie im Sprint in Drammen auf den dritten Platz und im 30-km-Massenstartrennen in Oslo auf den zweiten Rang. Beim Weltcupfinale in Falun wurde sie Zweite. Dabei lief sie bei der Schlussetappe die schnellste Zeit und beendete die Saison auf dem sechsten Platz im Sprintweltcup, auf dem dritten Rang im Distanzweltcup und auf den zweiten Platz im Gesamtweltcup. Im Sommer 2018 gewann sie zwei Rennen beim Australia/New-Zealand-Cup in Snow Farm und zum dritten Mal in Folge den Merino Muster. Zu Beginn der Weltcupsaison 2018/19 errang sie beim Lillehammer Triple den 12. Platz und belegte bei der Tour de Ski 2018/19 mit drei dritten Plätzen den sechsten Platz in der Tourwertung. Im Februar 2019 holte sie im Sprint in Cogne ihren sechsten Weltcupsieg. Ihre besten Platzierungen bei den folgenden Nordischen Skiweltmeisterschaften in Seefeld in Tirol waren jeweils der fünfte Platz im Teamsprint und mit der Staffel und der vierte Rang im 30-km-Massenstartrennen. Im März 2019 kam sie in Falun auf den dritten Platz über 10 km Freistil und beim Weltcupfinale in Québec auf den 14. Platz und erreichte abschließend den siebten Platz im Sprintweltcup und jeweils den sechsten Rang im Gesamt- und Distanzweltcup. Ende August 2019 gewann sie zum vierten Mal den Merino Muster.
Nach Platz fünf beim Ruka Triple zu Beginn der Saison 2019/20 wurde Diggins in Lillehammer jeweils Zweite im Skiathlon und mit der Staffel und in Davos Dritte über 10 km Freistil. Die Tour de Ski 2019/20 beendete sie mit vier Top-Zehn-Platzierungen, darunter Platz drei im Sprint im Val di Fiemme, auf dem neunten Platz. Es folgte Platz drei im Sprint in Oberstdorf und der sechste Rang bei der Skitour. Die Saison beendete sie auf dem 11. Platz im Sprintweltcup, auf dem achten Rang im Distanzweltcup und auf dem sechsten Platz im Gesamtweltcup. Zu Beginn der Saison 2020/21 lief sie beim Ruka Triple auf den 15. Platz und errang bei den folgenden Weltcups in Davos und Dresden die Plätze 13 und vier im Sprint. Bei der Tour de Ski 2021 kam sie bei allen Rennen unter die ersten Zehn. Dabei siegte sie zweimal und belegte einmal den zweiten und zweimal den dritten Platz und gewann damit abschließend die Gesamtwertung. Es folgten weitere Podestplatzierungen mit Platz eins über 10 km Freistil in Falun und Rang drei im Sprint in Ulricehamn. Beim Saisonhöhepunkt, den Nordischen Skiweltmeisterschaften in Oberstdorf, verpasste sie mit dem 24. Platz im Sprint, dem 15. Rang im Skiathlon und zwei vierten Plätzen über 10 km Freistil und mit der Staffel die Medaillenränge. Zum Saisonende wurde sie im Engadin Fünfte im 10-km-Massenstartrennen und Vierte im Verfolgungsrennen und gewann abschließend als erste US-Amerikanerin den Gesamtweltcup und den Distanzweltcup.
Nach drei zweiten Plätzen zu Beginn der Saison 2021/22 holte sie bei der Tour de Ski 2021/22 zwei Siege und errang damit den achten Platz in der Tourwertung. Beim Saisonhöhepunkt, den Olympischen Winterspielen 2022 in Peking, gewann sie Bronze im Sprint und Silber im 30-km-Massenstartrennen. Zum Saisonende kam sie in Falun auf den dritten Platz über 10 km Freistil sowie auf den ersten Rang mit der Mixed-Staffel und beendete die Saison auf dem zweiten Platz im Gesamtweltcup.

## Erfolge

### Siege bei Weltcuprennen

#### Weltcupsiege im Einzel
| Nr. | Datum             | Ort              | Disziplin                      |
| --- | ----------------- | ---------------- | ------------------------------ |
| 1.  | 28. Januar 2018   | Seefeld in Tirol | 10 km Freistil Massenstart     |
| 2.  | 16. Februar 2019  | Cogne            | 1,6 km Sprint Freistil         |
| 3.  | 10. Januar 2021   | Tour de Ski      | Gesamtwertung                  |
| 4.  | 29. Januar 2021   | Falun            | 10 km Freistil Individualstart |
| 5.  | 2. Dezember 2022  | Lillehammer      | 10 km Freistil Individualstart |
| 6.  | 18. Dezember 2022 | Davos            | 20 km Freistil Individualstart |
| 7.  | 2. Dezember 2023  | Gällivare        | 10 km Freistil Individualstart |
| 8.  | 10. Dezember 2023 | Östersund        | 10 km Freistil Individualstart |
| 9.  | 7. Januar 2024    | Tour de Ski      | Gesamtwertung                  |
| 10. | 28. Januar 2024   | Goms             | 20 km Freistil Massenstart     |
| 11. | 9. Februar 2024   | Canmore          | 15 km Freistil Massenstart     |
| 12. | 17. März 2024     | Falun            | 20 km Freistil Massenstart     |
| 13. | 1. Dezember 2024  | Ruka             | 20 km Freistil Massenstart     |
| 14. | 17. Januar 2025   | Les Rousses      | 10 km Freistil Individualstart |
| 15. | 2. Februar 2025   | Cogne            | 10 km Freistil Individualstart |
| 16. | 16. Februar 2025  | Falun            | 20 km Freistil Massenstart     |

#### Etappensiege bei Weltcuprennen
| Nr. | Datum             | Ort         | Disziplin                      | Rennen              |
| --- | ----------------- | ----------- | ------------------------------ | ------------------- |
| 1.  | 8. Januar 2016    | Toblach     | 5 km Freistil Individualstart  | Tour de Ski 2016    |
| 2.  | 3. Dezember 2016  | Lillehammer | 5 km Freistil Individualstart  | Nordic Opening 2016 |
| 3.  | 6. Januar 2017    | Toblach     | 5 km Freistil Individualstart  | Tour de Ski 2016/17 |
| 4.  | 18. März 2018     | Falun       | 10 km Verfolgung Freistil 1    | Weltcup-Finale 2018 |
| 5.  | 3. Januar 2021    | Val Müstair | 10 km Verfolgung Freistil 2    | Tour de Ski 2021    |
| 6.  | 5. Januar 2021    | Toblach     | 10 km Freistil Individualstart | Tour de Ski 2021    |
| 7.  | 28. Dezember 2021 | Lenzerheide | 1,5 km Sprint Freistil         | Tour de Ski 2021/22 |
| 8.  | 31. Dezember 2021 | Oberstdorf  | 10 km Freistil Massenstart     | Tour de Ski 2021/22 |
| 9.  | 1. Januar 2024    | Toblach     | 20 km Verfolgung Freistil 2    | Tour de Ski 2023/24 |
| 10. | 28. Dezember 2024 | Toblach     | 1,4 km Sprint Freistil         | Tour de Ski 2024/25 |
| 11. | 29. Dezember 2024 | Toblach     | 15 km klassisch Massenstart    | Tour de Ski 2024/25 |

#### Weltcupsiege im Team
| Nr. | Datum            | Ort    | Disziplin                         |
| --- | ---------------- | ------ | --------------------------------- |
| 1.  | 7. Dezember 2012 | Québec | Teamsprint Freistil 1             |
| 2.  | 13. März 2022    | Falun  | 4 × 5 km Mixed-Staffel Freistil 2 |

### Siege bei Continental-Cup-Rennen
| Nr. | Datum              | Ort              | Disziplin                        | Serie                     |
| --- | ------------------ | ---------------- | -------------------------------- | ------------------------- |
| 1.  | 19. Dezember 2010  | Rossland         | 10 km klassisch Verfolgung       | Nor-Am-Cup                |
| 2.  | 19. Dezember 2010  | Rossland         | Gesamtwertung Mini-Tour          | Nor-Am-Cup                |
| 3.  | 8. Januar 2011     | Rumford          | 1,0 km Sprint Freistil 3         | US Super Tour             |
| 4.  | 26. November 2011  | West Yellowstone | 5 km klassisch Individualstart   | US Super Tour             |
| 5.  | 3. Dezember 2011   | Bozeman          | 5 km Freistil Individualstart    | US Super Tour             |
| 6.  | 4. Dezember 2011   | Bozeman          | 10 km klassisch Individualstart  | US Super Tour             |
| 7.  | 10. Dezember 2011  | Vernon           | 1,2 km Sprint klassisch          | Nor-Am-Cup                |
| 8.  | 11. Dezember 2011  | Vernon           | 10 km klassisch Individualstart  | Nor-Am-Cup                |
| 9.  | 17. Dezember 2011  | Rossland         | 1,2 km Sprint klassisch          | Nor-Am-Cup                |
| 10. | 18. Dezember 2011  | Rossland         | 10 km Freistil Massenstart       | Nor-Am-Cup                |
| 11. | 3. Januar 2012     | Rumford          | 1,0 km Sprint Freistil 3         | US Super Tour             |
| 12. | 5. Januar 2012     | Rumford          | 10 km Freistil Individualstart 3 | US Super Tour             |
| 13. | 6. Januar 2012     | Rumford          | 20 km klassisch Massenstart 3    | US Super Tour             |
| 14. | 24. März 2012      | Craftsbury       | 3 km Freistil Individualstart    | US Super Tour             |
| 15. | 27. März 2012      | Craftsbury       | 1,0 km Sprint klassisch          | US Super Tour             |
| 16. | 21. März 2016      | Craftsbury       | 10 km Freistil Individualstart   | US Super Tour             |
| 17. | 22. März 2016      | Craftsbury       | 1,5 km Sprint klassisch          | US Super Tour             |
| 18. | 26. März 2016      | Craftsbury       | 30 km klassisch Massenstart 3    | US Super Tour             |
| 19. | 10. September 2016 | Snow Farm        | 10 km klassisch Massenstart      | Australia/New-Zealand-Cup |
| 20. | 27. März 2017      | Fairbanks        | 15 km Skiathlon                  | US Super Tour             |
| 21. | 29. März 2017      | Fairbanks        | 1,4 km Sprint Freistil           | US Super Tour             |
| 22. | 2. April 2017      | Fairbanks        | 30 km Freistil Massenstart       | US Super Tour             |
| 23. | 7. September 2017  | Snow Farm        | 5 km Freistil Individualstart    | Australia/New-Zealand-Cup |
| 24. | 9. September 2017  | Snow Farm        | 10 km klassisch Massenstart      | Australia/New-Zealand-Cup |
| 25. | 23. März 2018      | Craftsbury       | 1,3 km Sprint Freistil           | US Super Tour             |
| 26. | 24. März 2018      | Craftsbury       | 10 km Freistil Massenstart       | US Super Tour             |
| 27. | 27. März 2018      | Craftsbury       | 30 km klassisch Massenstart 3    | US Super Tour             |
| 28. | 4. September 2018  | Snow Farm        | 5 km Freistil Individualstart    | Australia/New-Zealand-Cup |
| 29. | 6. September 2018  | Snow Farm        | 10 km klassisch Massenstart      | Australia/New-Zealand-Cup |
| 30. | 3. September 2019  | Snow Farm        | 1,6 km Sprint klassisch          | Australia/New-Zealand-Cup |
| 31. | 4. September 2019  | Snow Farm        | 5 km Freistil Individualstart    | Australia/New-Zealand-Cup |
| 32. | 5. September 2019  | Snow Farm        | 10 km klassisch Massenstart      | Australia/New-Zealand-Cup |
| 33. | 27. August 2022    | Snow Farm        | 42 km Freistil Marathon          | Australia/New-Zealand-Cup |
| 34. | 24. Februar 2024   | Hayward          | 50 km Freistil Massenstart 4     | US Super Tour             |
| 35. | 30. März 2025      | Lake Placid      | 40 km klassisch Massenstart      | US Super Tour             |

### Siege bei Worldloppet-Rennen
| Nr. | Datum             | Ort         | Rennen               | Disziplin                    |
| --- | ----------------- | ----------- | -------------------- | ---------------------------- |
| 1.  | 3. September 2016 | Snow Farm   | Merino Muster        | 42 km Freistil Massenstart   |
| 2.  | 2. September 2017 | Snow Farm   | Merino Muster        | 42 km Freistil Massenstart   |
| 3.  | 1. September 2018 | Snow Farm   | Merino Muster        | 42 km Freistil Massenstart   |
| 4.  | 31. August 2019   | Snow Farm   | Merino Muster        | 42 km Freistil Massenstart   |
| 5.  | 27. August 2022   | Falls Creek | Kangaroo Hoppet      | 42 km Freistil Massenstart   |
| 6.  | 2. September 2023 | Snow Farm   | Merino Muster        | 33 km Freistil Massenstart   |
| 7.  | 24. Februar 2024  | Hayward     | American Birkebeiner | 50 km Freistil Massenstart 5 |
| 8.  | 31. August 2024   | Snow Farm   | Merino Muster        | 42 km Freistil Massenstart   |

## Teilnahmen an Weltmeisterschaften und Olympischen Winterspielen

### Olympische Spiele
| Jahr und Ort     | Wettbewerb | Wettbewerb | Wettbewerb | Wettbewerb | Wettbewerb | Wettbewerb |
| Jahr und Ort     | 10 km      | Skiathlon  | 30 km      | Sprint     | Staffel    | Teamsprint |
| ---------------- | ---------- | ---------- | ---------- | ---------- | ---------- | ---------- |
| 2014 Sotschi     | –          | 8.         | 38.        | 13.        | 8.         | –          |
| 2018 Pyeongchang | 5.         | 5.         | 7.         | 6.         | 5.         | 1.         |
| 2022 Peking      | 8.         | 6.         | 2.         | 3.         | 6.         | 5.         |

### Nordische Skiweltmeisterschaften
| Jahr und Ort          | Wettbewerb | Wettbewerb | Wettbewerb   | Wettbewerb | Wettbewerb | Wettbewerb |
| Jahr und Ort          | 10 km      | Skiathlon  | 30 / 50 km 6 | Sprint     | Staffel    | Teamsprint |
| --------------------- | ---------- | ---------- | ------------ | ---------- | ---------- | ---------- |
| 2011 Oslo             | –          | 28.        | –            | 25.        | 9.         | –          |
| 2013 Val di Fiemme    | 23.        | –          | DNF          | –          | 4.         | 1.         |
| 2015 Falun            | 2.         | –          | DNF          | –          | 4.         | 8.         |
| 2017 Lahti            | –          | DNF        | 5.           | 2.         | 4.         | 3.         |
| 2019 Seefeld in Tirol | 25.        | –          | 4.           | 8.         | 5.         | 5.         |
| 2021 Oberstdorf       | 4.         | 15.        | –            | 24.        | 4.         | –          |
| 2023 Planica          | 1.         | –          | –            | 21.        | 5.         | 3.         |
| 2025 Trondheim        | 6.         | 13.        | 22.          | 23.        | 6.         | 2.         |

## Statistik

### Weltcup-Platzierungen
Die Tabelle zeigt die erreichten Platzierungen im Einzelnen.
- 1.–3. Platz: Anzahl der Podiumsplatzierungen
- Top 10: Anzahl der Platzierungen unter den ersten zehn
- Punkteränge: Anzahl der Platzierungen innerhalb der Punkteränge
- Starts: Anzahl gelaufener Rennen in der jeweiligen Disziplin
- Hinweis: Bei den Distanzrennen erfolgt die Einordnung gemäß FIS.

| Platzierung               | Distanzrennen a | Distanzrennen a | Distanzrennen a | Distanzrennen a | Distanzrennen a | Skiathlon Verfolgung | Sprint | Etappen- rennen b | Gesamt | Team   | Team    |
| Platzierung               | ≤ 5 km          | ≤ 10 km         | ≤ 15 km         | ≤ 30 km         | > 30 km         | Skiathlon Verfolgung | Sprint | Etappen- rennen b | Gesamt | Sprint | Staffel |
| ------------------------- | --------------- | --------------- | --------------- | --------------- | --------------- | -------------------- | ------ | ----------------- | ------ | ------ | ------- |
| 1. Platz                  | 3               | 9               | 2               | 5               |                 | 3                    | 3      | 2                 | 27     | 1      | 1       |
| 2. Platz                  |                 | 3               |                 | 2               |                 | 3                    | 3      | 1                 | 12     | 2      | 2       |
| 3. Platz                  |                 | 8               |                 |                 | 1               | 8                    | 10     | 2                 | 29     |        | 5       |
| Top 10                    | 9               | 55              | 6               | 15              | 3               | 32                   | 55     | 13                | 188    | 5      | 15      |
| Punkteränge               | 14              | 93              | 10              | 20              | 4               | 56                   | 110    | 25                | 332    | 5      | 15      |
| Starts                    | 17              | 98              | 11              | 21              | 4               | 62                   | 125    | 28                | 366    | 5      | 15      |
| Stand: Saisonende 2024/25 |                 |                 |                 |                 |                 |                      |        |                   |        |        |         |

### Weltcupwertungen
| Saison  | Gesamt | Gesamt | Distanz | Distanz | Sprint | Sprint |
| Saison  | Punkte | Platz  | Punkte  | Platz   | Punkte | Platz  |
| ------- | ------ | ------ | ------- | ------- | ------ | ------ |
| 2011/12 | 228    | 34.    | 135     | 26.     | 61     | 35.    |
| 2012/13 | 208    | 36.    | 105     | 34.     | 39     | 44.    |
| 2013/14 | 320    | 20.    | 133     | 21.     | 93     | 23.    |
| 2014/15 | 287    | 22.    | 175     | 17.     | 112    | 19.    |
| 2015/16 | 1128   | 8.     | 547     | 9.      | 297    | 8.     |
| 2016/17 | 912    | 6.     | 432     | 7.      | 206    | 10.    |
| 2017/18 | 1436   | 2.     | 723     | 3.      | 269    | 6.     |
| 2018/19 | 1005   | 6.     | 468     | 6.      | 301    | 7.     |
| 2019/20 | 1078   | 6.     | 534     | 8.      | 218    | 11.    |
| 2020/21 | 1347   | 1.     | 653     | 1.      | 262    | 4.     |
| 2021/22 | 793    | 2.     | 314     | 9.      | 351    | 4.     |
| 2022/23 | 1867   | 2.     | 1086    | 2.      | 601    | 11.    |
| 2023/24 | 2746   | 1.     | 1623    | 1.      | 823    | 5.     |
| 2024/25 | 2197   | 1.     | 1384    | 1.      | 543    | 7.     |